# FAM167B
FAM167B (англ. Family with sequence similarity 167 member B) – білок, який кодується однойменним геном, розташованим у людей на 1-й хромосомі. Довжина поліпептидного ланцюга білка становить 163 амінокислот, а молекулярна маса — 18 414.
| 10         |  | 20         |  | 30         |  | 40         |  | 50         |
| ---------- |  | ---------- |  | ---------- |  | ---------- |  | ---------- |
| MSLGLLKFQA |  | VGEEDEEDEE |  | GESLDSVKAL |  | TAKLQLQTRR |  | PSYLEWTAQV |
| QSQAWRRAQA |  | KPGPGGPGDI |  | CGFDSMDSAL |  | EWLRRELREM |  | QAQDRQLAGQ |
| LLRLRAQLHR |  | LKMDQACHLH |  | QELLDEAELE |  | LELEPGAGLA |  | LAPLLRHLGL |
| TRMNISARRF |  | TLC        |  |            |  |            |  |            |

A: Аланін

C: Цистеїн

D: Аспарагінова кислота

E: Глутамінова кислота

F: Фенілаланін

G: Гліцин

H: Гістидин

I: Ізолейцин

K: Лізин

L: Лейцин

M: Метіонін

N: Аспарагін

P: Пролін

Q: Глутамін

R: Аргінін

S: Серин

T: Треонін

V: Валін

W: Триптофан